# Santo Domingo Teojomulco
Santo Domingo Teojomulco è un comune del Messico, situato nello stato di Oaxaca.